# Musanga
Genre
Classification phylogénétique
Musanga est un genre de plantes à fleurs de la famille des Urticacées (selon la classification phylogénétique) ou de la famille des Cecropiacées (selon la classification de Cronquist). Il regroupe des arbres des forêts tropicales humides d'Afrique. 
C'est à ce genre qu'appartient le parasolier (Musanga cecropiodes), arbre emblématique des forêts secondaires d'Afrique de l'Ouest et d'Afrique centrale.
Le genre compte les espèces suivantes : 
- Musanga cecropiodes, le parasolier
- Musanga leo-errerae
- Musanga smithii